# Георги Дюлгеров
 Тази статия е за българския режисьор.  За българския певец вижте Георги Дюлгеров (певец).  
Георги Димитров Дюлгеров е български режисьор, сценарист и продуцент. Почетен професор на Нов български университет (2010). Носител на орден „Кирил и Методий“ I степен (1980).

## Биография и творчество
Георги Дюлгеров е роден на 30 септември 1943 година в Бургас. Потомък е на бежанци от Ениджевардарско, Егейска Македония и от Одринска Тракия. Негова братовчедка е радиожурналистката Божана Димитрова.
През 1970 г. завършва московския Институт по кинематография „Герасимов“ (на руски: Всероссийский государственный университет кинематографии имени С. А. Герасимова, ВГИК). От 1970 до 1991 г. работи в СИФ „Бояна“. През 1992 – 1998 г. е началник на Армейския аудио-визуален център. От 1973 до 2010 г. Дюлгеров е преподавател по филмова и телевизионна режисура в НАТФИЗ „Кръстьо Сарафов”.
От 1995 г. е доцент, а от 1999 г. – професор. Към 2024 г. е почетен професор в НБУ.
От 1994 г. е член на Европейската филмова академия (EFA).
Често снима с натуршчици. Един от знаковите му актьори е Руси Чанев; често снима с Ивайло Христов, Иван Бърнев, Любов Любчева.
Поставя и театрални постановки. През 2011 г. след близо 20-годишно прекъсване режисира в Театър 199 спектакъла „Кики ван Бетовен“ от Ерик-Еманюел Шмит, с участието на Меглена Караламбова.
Дюлгеров е единственият българин, носител на „Сребърна мечка“ – най-високото отличие, получено от български игрален филм на международен фестивал.

## Награди

### Международни награди:
- Голямата награда от Международния кинофестивал в Сараево за „Лейди Зи“ (2005)
- Наградата на Европейското младежко жури в Монс, Белгия (1999) за „Черната лястовица“
- „Златен орел“ в Грузия за „Черната лястовица“ (1997)
- „Златен рицар“ за „Нешка Робева и нейните момичета“ от Палермо (1986)[8]
- Голяма награда „Златен Лачено“ за режисура за „Авантаж“ от Международния филмов фестивал в Авелино, Италия (1979)
- Сребърна мечка“ за „Авантаж“ от Берлинале (1978)
- Приз на Младежкото жури за „Изпит“ от Локарно (1972)
- От 1973 до 2010 г. Дюлгеров е бил преподавател по филмова и ТВ режисура в НАТФИЗ „Кръстьо Сарафов”. В момента е почетен професор в НБУ. Член е на Европейската филмова академия.

### Национални награди:
- Награда за цялостно творчество на фестивала „Златна роза“ (Варна, 2018)[9]
- Наградата на София на Столична община (2014)[7]
- Награда за най-добър български игрален филм от Международния София Филм Фест през 2006 г.[3]
- „Златен ритон“ за „Нешка Робева и нейните момичета“, Пловдив (1986)
- Награда на Съюза на българските филмови дейци за режисура на „Мера според мера“ (1982)
- Награда на критиката за „Мера според мера“, Варна (1982)
- Специална награда от Фестивала на българския игрален филм, Варна (1978)
- Награда за режисура и на критиката за „Изпит“, Варна (1973)

## Филмография

### Като режисьор
- „Разлом“  (2025)
- „Записки по едно предателство“  (2023)
- „Буферна зона“  (2014)
- „Козелът“ (2008) [10]
- „Спомени за Океански риболов“ (2007) – документална поредица от късометражни филми, включваща „Сол в задника, трън в петата“, „Лозето“, „Три неща“ и „Помполитите – преди и след“
- „Лейди Зи“ (2005) [11]
- „Хубава си, мила моя“ (2004)
- „Паметник“ (2003)
- „Ad Libitum 1: Английски дует alla turca“ (2000)
- „Ad Libitum 2: Речитатив на завистника“ (2000)
- „Ad Libitum 3: Балада за двама приятели и гайда“ (2000)
- „Ad libitum 4: Вариации на граф дьо Бурбулон“ (2000)
- „Пясъчен часовник“ (тв, 1999)
- „Черната лястовица“ (1997)
- „Чудо“ (1996) (ТВ)
- „BG - Невероятни разкази за един съвременен българин“ (1996) (ТВ)
- „Платено милосърдие“ (1996)
- „Прогонване на чумата“ (1994)
- „Лагерът“ (1990)
- „АкаТаМус“ (1988)
- „Мера според мера“ (1988) (ТВ)
- „За момичетата и тяхната Нешка Робева“ (1986)
- „За Нешка Робева и нейните момичета“ (1985)
- „Мера според мера“ (1981)
- „Трампа“ (1978)
- „Авантаж“ (1977)
- „Гардеробът“ (1974) (ТВ)
- „...И дойде денят“ (1973)
- „Шарен свят“: новелата „Изпит“ (1971)
- „Бондарь“ (1970)

### Като сценарист
- „Записки по едно предателство“  (2023)
- „Пясъчен часовник“ (ТВ, 1999)
- „BG - Невероятни разкази за един съвременен българин“ (ТВ, 1996) – заедно със Светослав Овчаров
- „Лагерът“ (1990) – заедно с Георги Данаилов
- „АкаТаМус“ (1988) – заедно с Ивайло Христов
- „За момичетата и тяхната Нешка Робева“ (1986)
- „За Нешка Робева и нейните момичета“ (1985)
- „Мера според мера“ (1981) – заедно с Руси Чанев
- „Трампа“ (1978) – заедно с Владимир Ганев
- „Авантаж“ (1977) – заедно с Руси Чанев

### Като актьор
- „Синът на Мария“ (1982) – следователят Асенов